# Via Romana
Via Romana est une maison d'édition française, dont le siège est situé à Versailles, spécialisée dans les publications catholiques.

## Historique
Via Romana a été fondée en 2006 par Benoît Mancheron, et se définit comme un éditeur littéraire français de culture chrétienne.

## Présentation
Cet éditeur publie des contes pour la jeunesse avec des auteurs tels que Jean de La Varende ou René Bazin, mais aussi l'histoire et la religion avec des auteurs tels que Jean-Paul Besse, Dominique Venner, Yves Chiron, Gertrud von Le Fort, Jean Madiran ou G. K. Chesterton. La poésie, l'essai littéraire et la nouvelle avec Maurice Bonnet.
L'éditeur publie également des romans et des livres sur des sujets de société, thèmes représentés par des auteurs tels que Jean Raspail, Jean-Claude Martinez, Ghislain de Diesbach, Jean-François Chemain ou Jean-Pierre Cousteau.
Pour le blog du Monde « Droites extrêmes », il s'agit d'une « maison d'édition traditionaliste ».
Thomas Morales de Causeur salue « l'extraordinaire travail de l'éditeur Via Romana » à l'occasion de la publication de plusieurs livres.